# بریر ایر
بریر ایر (به انگلیسی: Barrier Air) یک شرکت هواپیمایی است که در تاریخ ۱۹۸۳ میلادی تأسیس شده است. دفتر مرکزی بریر ایر در آوکلند، نیوزیلند واقع شده‌است و قطب این شرکت هواپیمایی در فرودگاه گریت بریر قرار دارد و به ۸ مقصد، پرواز مستقیم انجام می‌دهد.